# Skövde IK
Der Skövde IK ist ein 1957 gegründeter schwedischer Eishockeyklub aus Skövde.

## Geschichte
Der Skövde IK wurde 1957 gegründet. Der Verein konnte erstmals in der Saison 1978/79 auf sich aufmerksam machen, als die Herrenmannschaft an der damals noch zweitklassigen Division 1 teilnahm. Zwar stieg die Mannschaft in ihrer Premierensaison wieder in die damals noch drittklassige Division 2 ab, jedoch konnte sie sich in den 1980er Jahren in der Division 1 etablieren. In der Saison 2003/04 gelang dem Skövde IK der Aufstieg in die neue zweite Spielklasse HockeyAllsvenskan. In der folgenden Spielzeit wurde allerdings der Klassenerhalt verpasst. Seither spielt die Mannschaft in der mittlerweile drittklassigen Division 1, die zwischenzeitlich in Hockeyettan umbenannt wurde.

## Bekannte ehemalige Spieler
- Jason Deleurme
- Viktor Ekbom
- Scott Ferguson
- Max Friberg
- Anton Strålman